# Jules Michelet (navire)
Le Jules Michelet est un croiseur cuirassé de la marine française qui est similaire au Léon Gambetta. Il reçoit un blindage en acier type Krupp : 150 mm pour la ceinture et 205 mm pour la passerelle.
Il porte le nom de Jules Michelet (1798-1874), en l'honneur de l'historien français.

## Histoire

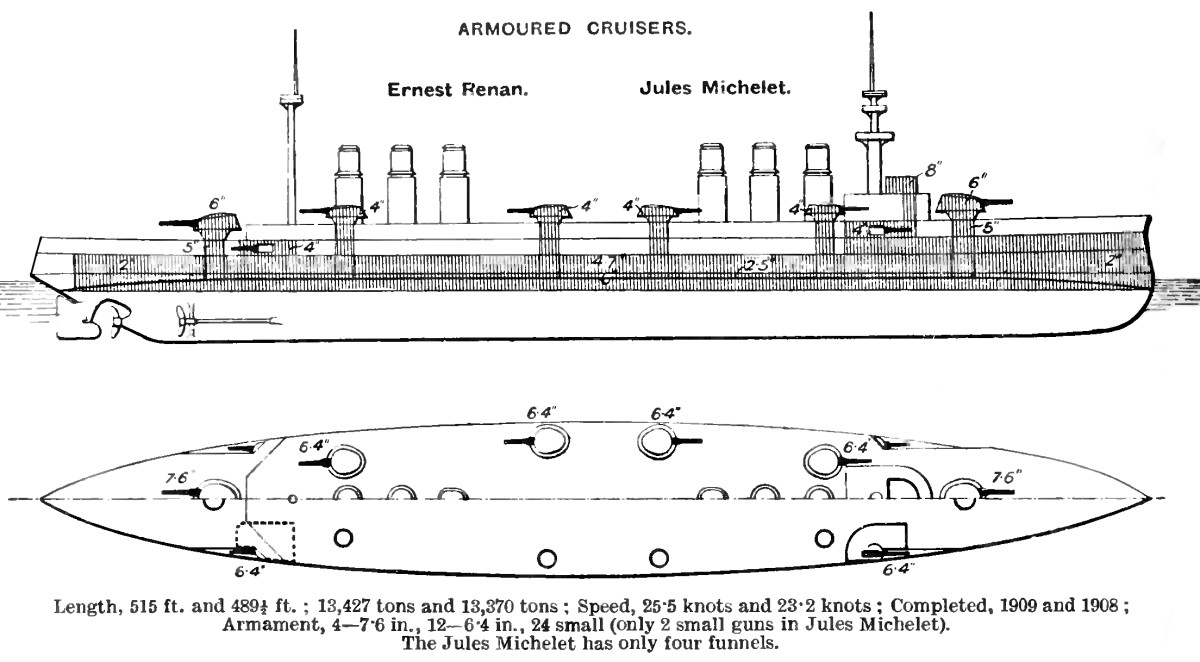
Schéma du Jules Michelet

Le Jules Michelet fait une campagne, de 1912 à 1913 dans les Antilles. En 1914-1915, il rejoint la 1re division légère pour le blocus du canal d'Otrante puis les opérations en Méditerranée.
De 1915 à 1917, il est le navire-amiral de la 2e division. Il participe à l'évacuation de l'armée serbe. Ensuite, il est affecté à la 1re division, en Grèce et en mer Noire. Il participe au débarquement des troupes françaises à Odessa en Ukraine.
Il est mis en réserve à Toulon en 1920. Il est réarmé en 1921 et fait campagne la même année en Amérique Latine (dont le général Charles Mangin tirera un ouvrage) puis, accompagné du Victor Hugo, du 12 octobre 1922 au 11 juillet 1923, en Afrique, Océanie, et en Extrême-Orient, avec à son bord le diplomate et futur poète Jean Chauvel. À son bord, il compte parmi sa décoration une toile de Clémentine Ballot (1879-1964) nommée Fleurs à contre-jour; cette œuvre est aujourd'hui non localisée. En 1925, il est le navire amiral des forces navales en Extrême-Orient et stationne à Saïgon en Indochine française.
Il est remis en réserve en 1929 et, à partir de 1931, il sert comme cible de tir pour l'École des canonniers.
En 1937, il est coulé par le sous-marin Thétis.